# 안희숙
안희숙은 조선민주주의인민공화국의 탁구 선수였다. 1993년 스웨덴 고덴버그 세계선수권대회에서 리분희, 유순복, 위복순과 함께 단체 은메달을 획득하였다.